# Chiesa di Santa Maria Assunta (Caorso)
La chiesa di Santa Maria Assunta è la parrocchiale di Caorso, in provincia di Piacenza e diocesi di Piacenza-Bobbio; fa parte del vicariato della Val d'Arda.

## Storia
La primitiva cappella caorsana sorse tra l'819 e l'820; tuttavia, non è chiaro se sia stata fondata da Ismelda e Orsa, sorelle del vescovo Podone, oppure da Cunegonda, moglie dello scomparso re Bernardo I.
Questo edificio subì nei tempo diversi danni a causa delle invasioni degli Ungari e delle alluvioni del fiume Po, ma fu definitivamente distrutto dal terremoto del 1117, in seguito al quale fu probabilmente realizzata una nuova chiesa.
La parrocchiale venne ricostruita nel XIV secolo in stile gotico-lombardo; nel 1528 gli affreschi del XV secolo furono coperti con la calce per arginare i contagi di peste e nel 1576 il vescovo Paolo Burali d'Arezzo, compiendo la sua visita pastorale, ordinò che venisse edificato il presbiterio.
Nel 1892 invece si procedette al rifacimento in stile neogotico della facciata su disegno dell'architetto Ghisoni e al rimaneggiamento, su progetto di Vincenzo Bergamaschi, della cappella del battistero; la cappella di San Giuseppe venne invece costruita nel 1917 e tra il 1923 e il 1924 l'interno della chiesa fu decorato.
Il canale fu ristrutturato nel 1929 e nel 2003 il presbiterio venne interessato da un intervento di restauro.

## Descrizione

### Esterno
La facciata a salienti della chiesa, che volge ad occidente, è tripartita da quattro lesene sovrastante da pinnacoli di forma piramidale; la parte centrale, sotto i cui spioventi vi sono degli archetti pensili, presenta il portale d'ingresso strombato, sovrastato da una lunetta in cui è dipinta una raffigurazione della Vergine Assunta, e una bifora inscritta in un grande arco a sesto acuto, mentre ai lati vi sono gli ingressi secondari e delle monofore.
Annesso alla parrocchiale è il campanile, abbellito da lesene angolari sorreggenti una doppia cornice sopra cui si erge la cella, caratterizzata su ogni lato da una bifora e coronata dalla cuspide piramidale.

### Interno

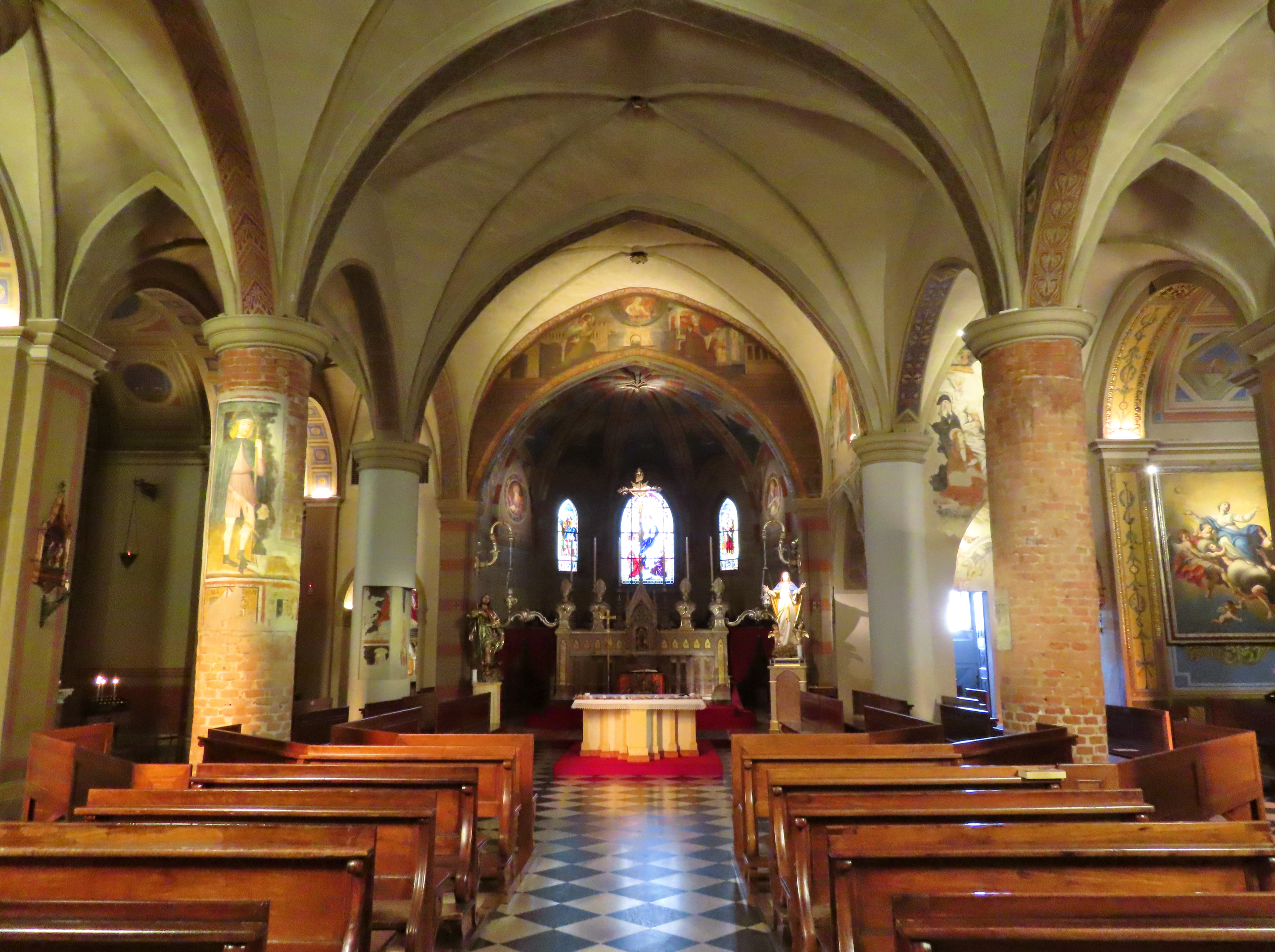
Navata centrale

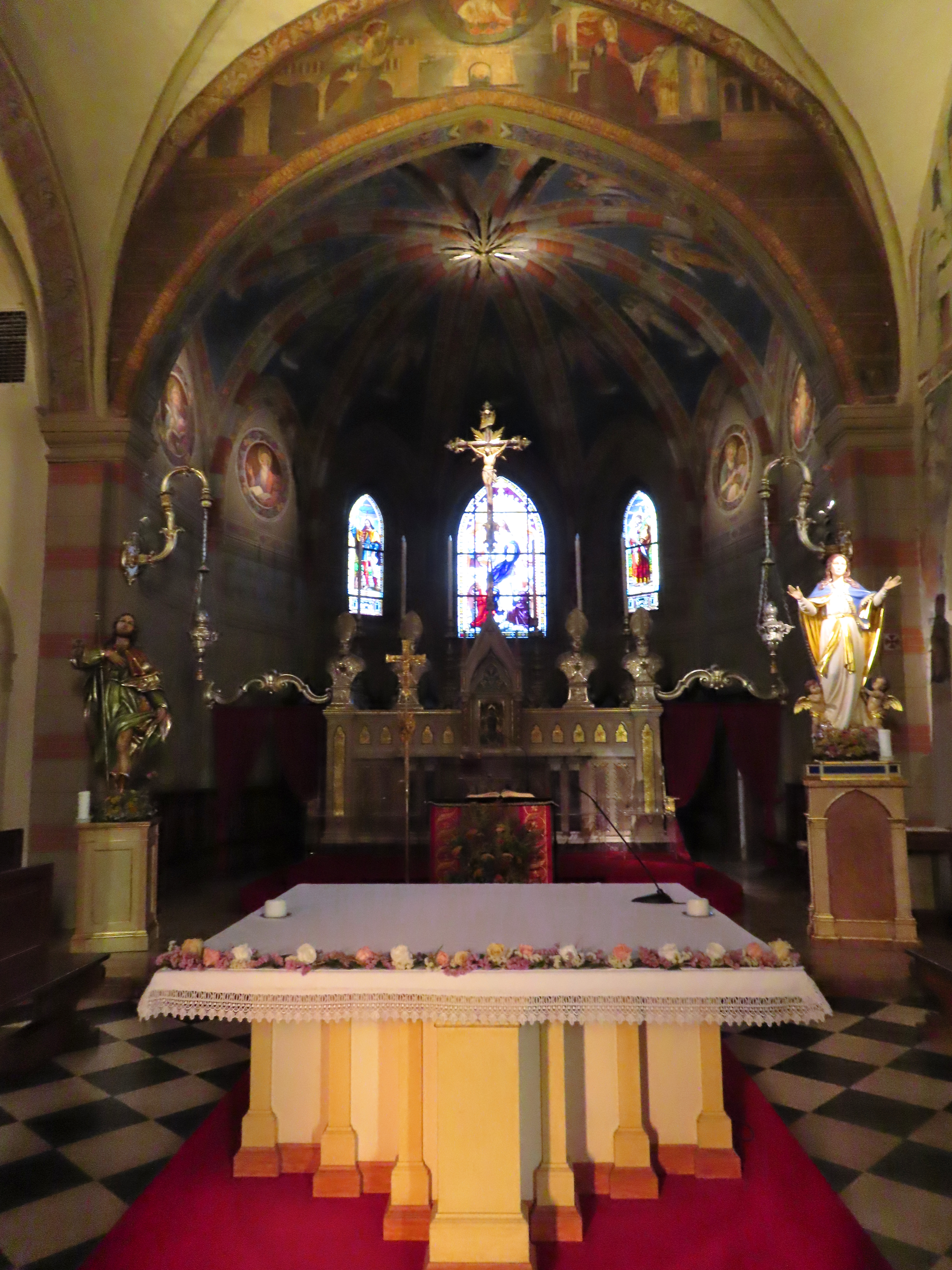
Presbiterio

L'interno dell'edificio è suddiviso da colonne sorreggenti archi a sesto acuto in tre navate composte da quattro campate, sulle quali si affacciano le cappelle dell'organo del battistero e quelle dedicate al Sacro Cuore di Gesù, alla Madonna del Rosario, a San Rocco, a Sant'Antonio di Padova, a San Giuseppe e al Crocifisso, tutte a pianta rettangolare e coperte da volte a botte; al termine dell'aula si sviluppa il presbiterio, sopraelevato di un gradino e chiuso dall'abside di forma poligonale, il cui catino presenta dei costoloni.